# Acolasis parilis
Acolasis parilis är en fjärilsart som beskrevs av William Schaus 1911. Acolasis parilis ingår i släktet Acolasis och familjen nattflyn. Inga underarter finns listade i Catalogue of Life.